# Samudra Kulon
Samudra Kulon is een bestuurslaag in het regentschap Banyumas van de provincie Midden-Java, Indonesië. Samudra Kulon telt 2475 inwoners (volkstelling 2010).